# Raphia taedigera
Raphia taedigera är en enhjärtbladig växtart som först beskrevs av Carl Friedrich Philipp von Martius, och fick sitt nu gällande namn av Carl Friedrich Philipp von Martius. Raphia taedigera ingår i släktet Raphia och familjen Arecaceae. Inga underarter finns listade i Catalogue of Life.

## Bildgalleri

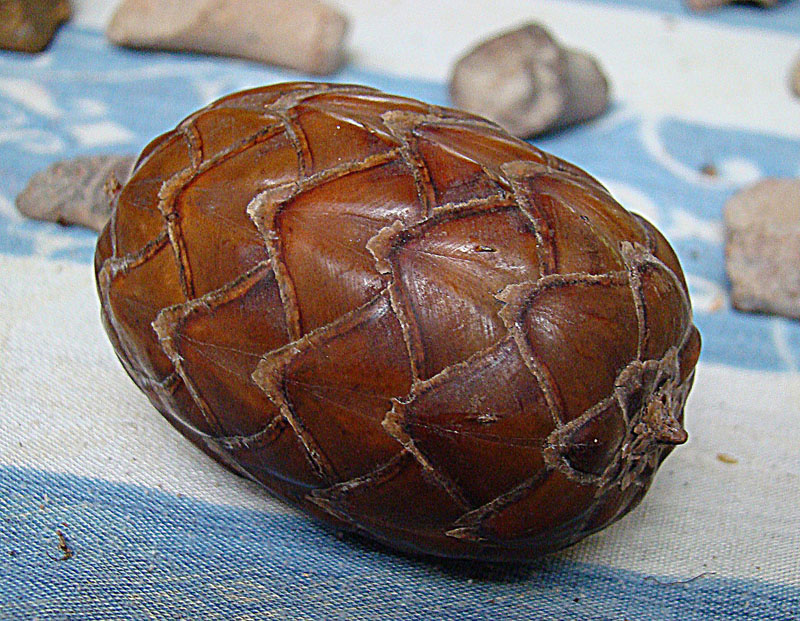